# Nahual

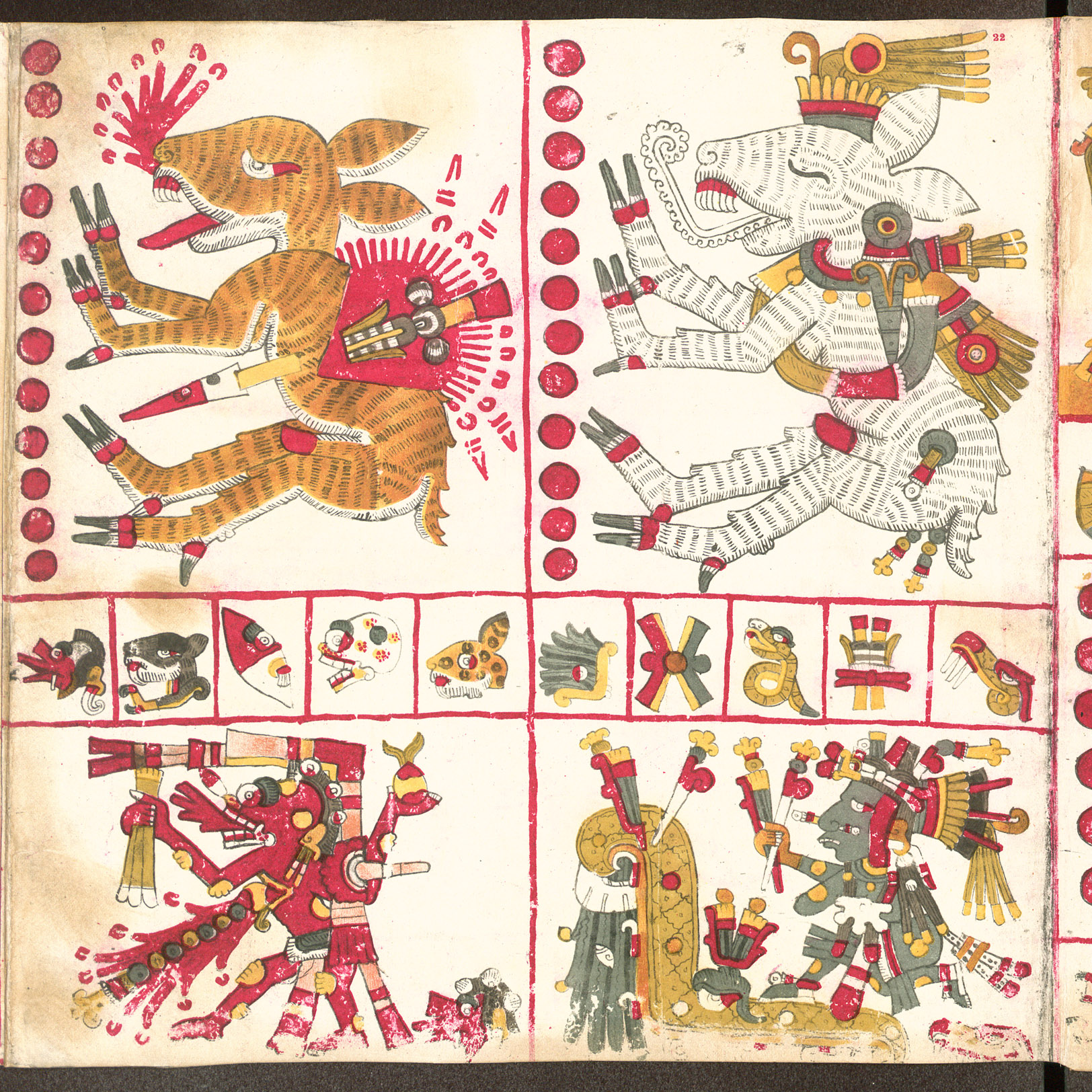
Els nahuals descrits en el Còdex Borgia, criatures metamòrfiques capaces de canviar la forma física a qualsevol altra forma animal o fins i tot a formes humanes a voluntat

En les creences mesoamericanes, un nahual (també anomenat nagual o nawal (del nàhuatl: nahualli ‘ocult, amagat, disfressa’) és una mena de bruixot o ésser sobrenatural que té la capacitat de  transformar-se en animal. El terme es refereix tant a la persona que té aquesta capacitat com a l'animal mateix que fa la funció del seu alter ego o animal tutelar.
El concepte s'expressa en distintes llengües nadiues, amb significats i contextos diferents. Més comunament, entre els grups indígenes s'anomena nahualisme la pràctica o capacitat d'algunes persones per a transformar-se en animals, elements de la natura o fer actes de bruixeria.
En maia, el concepte s'expressa amb el mot chulel, que s'entén com a 'esperit'; la paraula deriva de l'arrel chul, que significa 'diví'.
Seguint algunes tradicions, es diu que cada persona, en el moment de nàixer, té ja l'esperit d'un animal, que s'encarrega de protegir-lo i guiar-lo. Aquests esperits se solen manifestar com una imatge que aconsella en somnis o amb una certa afinitat a l'animal que ha pres la persona com a protegida. Una dona el nahual de la qual fos un cenzontle (mim poliglota) tindrà una veu privilegiada per al cant; no tots, però, hi tenen pas un contacte tan lleu: es creu que els bruixots i xamans del centre de Mesoamèrica poden crear un vincle molt proper amb els seus nahuals, la qual cosa els dona uns avantatges que ells saben aprofitar, la visió de l'esparver, l'olfacte del llop o l'oïda de l'ocelot esdevenen eines d'aquests vidents i fins i tot s'afirma que alguns, més preparats, poden adquirir la forma dels seus nahuals i utilitzar aquesta habilitat de diverses maneres, no sempre benintencionades, segons la tradició i la cultura popular.

## Etimologia
La paraula nahual prové del terme nahualli, l'origen del qual és discutit i la significació n'és polisèmica: ja des del segle xvi, autors colonials com Hernando Ruiz de Alarcón o Jacinto de la Serna van proposar diverses possibles etimologies per al terme. Entre les teories que s'han proposat es troben:
- Com a provinent del verb nahualtía,  significa 'amagar-se, ocultar-se', que Ruiz de Alarcón tradueix també com 'disfressar-se' o 'arrebossar-se', és a dir, cobrir-se amb un rebozo. Tanmateix, Alfredo López Austin s'oposa a aquesta interpretació.[7][8]

- Amb origen en el verb nahuali / nahuala, que evoca la idea d''enganyar, dissimular'.[9] Les construccions amb aquest verb es troben relacionades amb l'astúcia i la sorpresa, tot i que s'hi ha oposat la hipòtesi que en tot cas denoten la idea d'actuar a la manera d'un nagual, i això la converteix en una etimologia circular.[10]

- Amb origen en algun dels verbs amb l'arrel nāhua-, relacionats amb l'acció de la parla: nahuati, cridar; nahuatia, parlar amb força, manar; nahualtia, dirigir-se a algú.[11]

- Ángel María Garibay en proposà un possible origen en la paraula nahui, que designa el número quatre, i la relaciona amb la paraula espanyola cuatrero o amb la idea que el nahual tindria una "quàdruple personalitat".[9]

- Daniel Brinton proposà el 1894 que la paraula nahual era un préstec lingüístic de la llengua zapoteca, que té l'origen en l'arrel na-, que significa 'saber, conéixer', i ho relaciona així amb la idea d'un saber místic o màgic.[12]

## Significat
A causa de la foscor del terme, la seua àmplia difusió en les cultures mesoamericanes i la diversitat en les informacions sobre el nagualisme, no hi ha pas una significació única del terme nahual, tot i haver-hi certes coincidències entre diverses cosmovisions que fan pensar en un rerefons comú.

L'accepció més generalitzada del nahualisme, recolzada en les interpretacions més primerenques dels conqueridors espanyols, dona al nahual el significat de la persona que amb arts màgiques o divines posseeix la capacitat de transformar-se en un animal, objecte, foc o un fenomen meteorològic, com ara un llamp o un núvol. Ja Alonso de Molina en el seu Vocabulari en llengua castellana i mexicana del 1571, consignava el significat de 'bruixot', 'embruixador' o 'nigromant' per al terme naualli. Segons ho defineix Lucille Kaplan:
| « | «Nagual s'utilitza en el sentit originari del concepte de bruixot transformador, és a dir, l'ús temporal d'un animal o altra forma per a fer bruixeria o un fi malèvol.» | » |

A partir de les recerques de Foster, els antropòlegs moderns accepten la teoria que el sentit originari del nahual és el de bruixot transformador i sembla corroborada amb el registre etnològic de les creences dels indígenes actuals del centre i sud de Mèxic.
Tot i que n'hi ha registres, com el contingut en el Còdex Florentí de Bernardino de Sahagún, que expliquen que els nahuals podien aplicar les seues arts al bé o al mal, la visió del nahual com un ésser maligne sembla estar més estesa tant en l'antiguitat com en les creences dels indígenes d'ara.

### Nahualcom a animal tutelar o esperit guardià
També s'ha explicat el nagualisme com la connexió espiritual entre una persona i el seu animal tutelar, que és concebut com un alter ego de la persona i així resten units pel mateix destí. Els mals que afligeixen a un són soferts per l'altre, o corporalment o espiritual. D'ací l'estesa creença i les múltiples narracions de les morts sofertes per persones en el moment en què el seu animal nahual és mort.
S'ha plantejat la teoria que aquesta accepció del terme nahual es deu a una confusió tant en la literatura antropològica com en les cosmovisions dels indígenes actuals, entre les creences del nahualisme i el tonalisme, i que a aquest darrer veritablement correspondria ser, en origen, el vincle entre l'ésser humà i el seu animal protector.

### Nahualcom a entitat anímica
Alfredo López Austin plantejà que el nahualli, a més de significar el bruixot o entitat transformadora, definia també la capacitat per a realitzar aquesta transformació, radicada en una de les tres entitats anímiques que els nahues reconeixien dins del cos humà: tonalli, teyolía i ihiyotl, determinant a aquesta darrera com la font en què —segons el pensament indígena— radicava el poder que en permetia la transformació i es podia emprar per a infligir un mal espiritual a altres persones. Aquesta capacitat es transmetia per herència, pel signe en què es nasqués o amb uns certs rituals.

### Altres interpretacions

#### Nahualismecom a societat secreta
Aquesta teoria, però, ha estat rebutjada per investigadors posteriors com ara Foster i López Austin, que han assenyalat que Brinton barrejava diverses tradicions, expressions religioses i folklore, per a introduir-les totes dins la categoria del nahualisme i que, a més a més, en la seua època no hi havia encara prou informació sobre la diferència entre nahualisme i tonalisme.

## Història
Brinton n'ofereix com la referència més primerenca en espanyol del terme nagual l'ús que en fa Antonio de Herrera en l'obra Història general de les Índies Occidentals, de l'any 1622, que informa sobre la dècada del 1530 a la província de Cerquín d'Hondures:
| «                                                                                 | «[…] molts anys duraren aquestes supersticions: el dimoni els enganyava, i apareixia com un lleó, tigre o coiot, perquè d'aquests animals rapinyaires hi ha molts en aquesta província: a aquests els diuen "nahuals", que era com dir guardadors, o companys; i quan moria l'ocell, tambén moria l'indi que era amb ell. Açò es va veure moltes voltes, i tenia per cosa veritable […] els semblava que qui no tenia "nahual", no podia ser ric [...].» | » |
| — Historia general de las Indias Ocidentales. Década IV, Libro VIII, Capítulo IV. | |   |

A Mèxic, i en el context asteca, la referència més antiga se'n troba en l'obra de Bernardino de Sahagún, Historia general de las cosas de Nueva España, escrita entre el 1540 i el 1585, en què en enumerar els oficis dels asteques s'equipara el nahual amb el bruixot però se li atribueix tant la capacitat d'obrar en perjudici com en benefici de les persones:
| «                                                                         | «El naualli pròpiament es diu bruixot, que de nit espanta els hòmens i xucla als xiquets. La cosa curiosa d'aquest oficio bé se l'entén qualsevol fetilleria, i per a usar-ne és llest i astut; aprofita i no danya. La cosa malèfica i pestífera d'aquest oficio és fer mal als cossos amb fetilleria, i torna boig i ofega; és embolcallador o encantador.» | » |
| — Historia general de las cosas de la Nueva España. Libro X, Capítulo IX. | |   |

## Descripció
A Mèxic, es diuen nahuals els bruixots que poden canviar de forma. Es creu, però, que el contacte amb els seus nahuals és també comú entre els xamans que cerquen el benefici de la seua comunitat, tot i que no es valen de la capacitat de transformació; per a aquests, el nahual és una forma d'introspecció que permet a qui la practica un estret contacte amb el món espiritual, i gràcies a això troba solucions a molts problemes que afligeixen els qui busquen el seu consell.
Des de l'època anterior a la invasió espanyola s'atribueix als déus de les cultures maia, tolteca i mexica (asteca), entre d'altres, la facultat de prendre forma d'animal (nahual) per a interactuar amb els humans. Cada deïtat solia prendre una forma o dues; per exemple, el nahual de Tezcatlipoca era el jaguar, tot i que usava també la forma de coiot; i la de Huitzilopochtli era un colibrí (troquilí). Segons la tradició de Michoacán, els nahuals a voltes es transformen en elements de la natura,  tot i que hi ha referències semblants en diverses cultures que es presten a confusió.

### Geografia
El xamanisme és un moviment espiritual d'abast ampli, enfocat en cultures endarrerides tecnològicament, mentre que el nagualisme està enfocat en Mèxic, i és conegut sobretot pels llibres de Carlos Castaneda. Al principi del llibre El arte de ensoñar, Castaneda aclareix que el material que utilitza no és pas literalment xamanisme. Els principals exponents de l'estudi del xamanisme (Vitebsky, Mircea Eliade, Halifax i Wasson) expliquen clarament que el nahualisme és un fenomen particular de Mèxic, mentre que el xamanisme és propi de civilitzacions més rudimentàries. El xamanisme és un fenomen àmpliament conegut, i entre els seus principals exponents hi ha els xamans siberians, paviotso, bantús i afroamericans.

### Quetzalcóatl i Tezcatlipoca
La influència dels déus en el món amerindi anterior a la invasió espanyola era exercida moltes vegades en una forma animal que posava a prova els viatgers. La major part d'aquestes històries es relacionen amb Tezcatlipoca en forma de coiot. Erròniament s'hi ha unit a Quetzalcóatl, més conegut en la seua faceta humana de rei governant, més que no pas amb forma animal, d'acord amb el nom de "serp emplomallada" que l'identifica, sense implicar tracte amb els humans amb aquesta forma. El coiot és, al seu torn i segons Laurette Séjourné, la forma que pren Quetzalcóatl en el seu recorregut subterrani.

## Mitologia maia
Entre els principals conceptes de la cosmovisió dels maies guatemalencs, hi ha la relació entre la natura, l'ésser humà i el cosmos, així com la concepció del temps cíclic, que fou mesurat amb diversos sistemes de calendari. En haver viscut en profund contacte amb la natura, els pobles maies han desenvolupat una cosmovisió que els permet concebre la terra com una mare que proveeix els éssers humans amb quatre B'akab's, éssers còsmics posats pel Ahau –ésser superior-, seleccionats entre els 20 nawals del calendari ritual per a sostenir el món de manera alterna. Els colors de les representacions de l'univers còsmic dels maies es representen així: el roig per a l'eixida del Sol; el negre, per on s'oculta; el blanc, d'on prové l'aire, i el groc, on culmina la direcció de l'aire –l'àrea de la tardor-, i al centre el verd i el groc, que representen l'Uk’ux Kaj- Uk'ux Ulew (Cor del Cel- Cor de la Terra). El 2012 es tancà un període de 400 anys: un B’aktun conclogué. Aquesta data és doblement significativa, perquè tancà un període de tretze B’aktuns, la qual cosa suma 5.200 anys. Marca, llavors, la fi i l'inici d'una era maia.

### Cosmovisió maia dels pobles originaris de Guatemala
D'acord amb la cosmovisió maia, el dia en què naix cada persona duu forces o efectes que li permeten realitzar la seua missió, amb la protecció i intervenció del seu nahual. El terme nahual s'usa sovint per a parlar sobre l'aspecte sagrat de tot el que existeix. No es restringeix pas als humans; és una força inherent a la geografia (coves, muntanyes...), fenòmens físics (fred, foc...) i a tots els objectes que tenen una funció indispensable en la vida (la casa, el sostre...). El protector d'un llac o turó, per exemple, es pot representar com una gran serp o altres éssers. En el calendari maia Cholq'ij es compon de 20 nahuals o signes dels dies dels 13 mesos de l'any: B'atz', E, Aj, I'x, Tz'ikin, Ajmaq, No'j, Tijax, Kawog, Ajpu, Imox, Ig', Aq'ab'al, K'at, Kan, Kame, Kej, Q'anil, Toj, Tz'i'. En el quadrant o creu maia, s'identifiquen, si més no, cinc nahuals: Ruk'o'x Tz'ukirem, Ruk'o'x Xamalil, Ruk'o'x Alaxb'äl, Ruk'o'x Patän Samäj i Ruk'o'x Ruchuq'a' K'aslemäl -en maia kaqchikel.
El nawal, nahual o rajawal és la força o esperit que acompanya les persones, animals i els elements de la natura, tot seguint la cosmovisió maia. Es pot representar mitjançant un animal, una flor, un ocell o un element com el Sol, la Terra, l'aigua, l'aire, etc. La paraula nahual és equivalent al Ruwäch q'ij, del maia kaqchikel de Guatemala, i designa el protector que acompanya cada element de la natura.

### Elnahualen els maies de Mèxic
Al sud-est de Mèxic, sobretot en la península de Yucatán, els nauals són coneguts com els Uay (traduït literalment com a 'bruixot'). Són, segons les creences maies, bruixots que poden transformar-se en animals. Dos dels més coneguts són el huay chivo i el uay peek.

## Mitologia tolteca
Carlos Castaneda es refereix als tolteques relacionats amb el nagualisme. Tanmateix, els tolteques històrics desaparegueren abans de l'arribada dels invasors espanyols, i les referències importants de Laurette Séjourné, així com els llibres de Miguel León-Portilla sobre toltequitat, no parlen pas del nahual, per la qual cosa és probable que la relació entre <i>toltequitat</i> i nahualisme no existisca pas, ja que Carlos Castaneda té fonts que mai va poder comprovar ("com un indi yaqui de sonora" [don Juan]). És a dir, els tolteques adduïts pels escriptors Miguel Ruiz i Carlos Castaneda presenten una associació no provada entre tolteques i els nahuals. Ha de considerar-se que els tolteques històrics no tenen pas representants vius, i que és possible una confusió de mala fe o per accident entre els tolteques històrics i els neotolteques. Segons els grups new age, es conserven diverses definicions indígenes, que possiblement tenien un contingut espiritual. Les principals són referides possiblement a Tlamatini com una accepció filosòfica; s'emprava el terme nahualli per a descriure aquella totalitat de la qual procedeixen tots els tonalli (tonals) o éssers particulars, tal com veiem en aquesta cita: «Yohualli ehēcatl nahualli totecuhyo» (Còdex Florentí, llibre VI, metàfora 70), que literalment significa 'el nostre senyor nagual, "vent i tenebres"'; l'expressió "vent i tenebres", de la paremiologia nàhuatl, significa 'intangible', i s'associa més a Tezcatlipoca.
- Nahualli era el nom dels savis en general, com es nota en els termes nahua, 'enteniment'; nahualli, 'el que aprofundeix o penetra en les coses'; nahuatilli, 'legislar', 'investigar', 'conéixer', i nàhuatl, 'comprensible', nom propi de la llengua.

- En un sentit pejoratiu, era el títol que es donava als bruixots.

## Nota
1. ↑  Tot i que hi ha una certa coincidència entre los autores que l'origen del terme és nàhuatl, no n'hi ha una única opinió sobre el significat. S'hi proposen tres de les accepcions més usades.